# Gaius Iunius Faustinus Placidus Postumianus
Gaius Iunius Faustinus Placidus Postumianus war ein im 2. und 3. Jahrhundert n. Chr. lebender Angehöriger des römischen Senatorenstandes. Durch eine unvollständig erhaltene Inschrift, die in Mahjouba gefunden wurde, ist ein Teil seiner Laufbahn bekannt, die in der Inschrift als cursus inversus, d. h. in absteigender Reihenfolge wiedergegeben ist. In einer zweiten Inschrift wird sein Name als Gaius Iunius Faustinus Postumianus angegeben.
Postumianus war zunächst als Decemvir stlitibus iudicandis Richter an einem Zivilgericht. Die nächsten Positionen seiner Laufbahn waren (in dieser Reihenfolge): Quaestor in einer Provinz, deren Name in der Inschrift nur unvollständig erhalten ist, Volkstribun als Kandidat des Kaisers, Legatus in der Diözese Karthago der Provinz Africa und Praetor als Kandidat des Kaisers. Danach wurde er als iuridicus mit der Rechtsprechung in den Bezirken Aemilia, Etruria und Tuscia betraut.
Im Anschluss wurde er Kommandeur (Legatus legionis) einer Legion, deren Name in der Inschrift nur unvollständig erhalten ist. Die nächsten Positionen seiner Laufbahn waren (in dieser Reihenfolge): Statthalter (Legatus Auggustorum pro praetore) in der Provinz Lusitania, Statthalter in Gallia Belgica, Suffektkonsul und Statthalter in Moesia inferior. Zu einem unbestimmten Zeitpunkt wurde er Priester des Kaiserkultes für Vespasian und Titus (Sacerdotes Flavialis Titialis); außerdem stieg er in das engere Umfeld der beiden Kaiser auf (adlecto inter comites Auggustorum nnostrorum).
Durch die zweite Inschrift ist belegt, dass er zu einem späteren Zeitpunkt noch Statthalter (Praeses) in den Provinzen Britannia und Hispania war. Diese Inschrift wurde durch seine beiden Kinder Iunius Placidus (oder Iunius Flaccus) und Iunia Paulina errichtet.

## Legatus legionis
Die Inschrift wird in der Epigraphischen Datenbank Heidelberg und bei Anthony R. Birley an dieser Stelle zu [leg(ato) Augg(ustorum) leg]ion[i]s [pri]ma[e ad]iu[tr]icis(?) [pi]a[e] fidelis ergänzt, d. h. Postumianus wäre in diesem Fall Kommandeur der Legio I Adiutrix gewesen, die ihr Hauptlager in Brigetio in der Provinz Pannonia superior hatte. Die Real Academia de la Historia (RAH) gibt in ihrem Online-Lexikon ebenfalls an, dass er Kommandeur der Legio I Adiutrix war.
In der Epigraphik-Datenbank Clauss-Slaby und bei Marcus Reuter wird an dieser Stelle dagegen zu [leg(ato) Augg(ustorum) leg]ion[i]s [trice]sima[e] U[lpiae Vic]tricis Pi[ae Fi]delis ergänzt, d. h. Postumianus wäre in diesem Fall Kommandeur der Legio XXX Ulpia Victrix gewesen, die ihr Hauptlager in Vetera in der Provinz Germania inferior hatte.

## Datierung
Marcus Reuter datiert das Kommando über die Legio XXX Ulpia Victrix auf einen Zeitraum um 195 vor Ausbruch des Bürgerkriegs gegen Clodius Albinus. Maximilian Riba datiert den Suffektkonsulat in das 3. Jahrhundert.
Anthony R. Birley datiert seine Laufbahn wie folgt: geboren in 160er Jahren, Praetor 192, Suffektkonsul 204, Statthalter in Moesia inferior zwischen 205 und 208, comes vermutlich während des Feldzugs von Septimius Severus in Britannien von 208 bis 211. Birley gibt aber an, dass es sich bei den beiden Augusti auch um Valerian und Gallienus handeln könnte und dass seine Laufbahn in diesem Fall in die 240er und 250er Jahre zu datieren wäre.
Bei der RAH finden sich folgende Datierungen zu den einzelnen Stationen seiner Laufbahn: Praetor 193, Kommando über die Legio I Adiutrix 194, Statthalter in Lusitania zwischen 197 und 200, Statthalter in Gallia Belgica von 200 bis 203, Suffektkonsul 204, Statthalter in Moesia inferior zwischen 205 und 208, comes während des Feldzugs von Septimius Severus in Britannien von 208 bis 211, Statthalter in Britannia superior von 213 bis 216 und Statthalter in Hispania citerior zwischen 218 und 222.